# 三輪田学園中学校・高等学校
三輪田学園中学校・高等学校（みわだがくえんちゅうがっこう・こうとうがっこう）は、東京都千代田区九段北三丁目にある私立女子中学校・高等学校。完全中高一貫校。

## 沿革

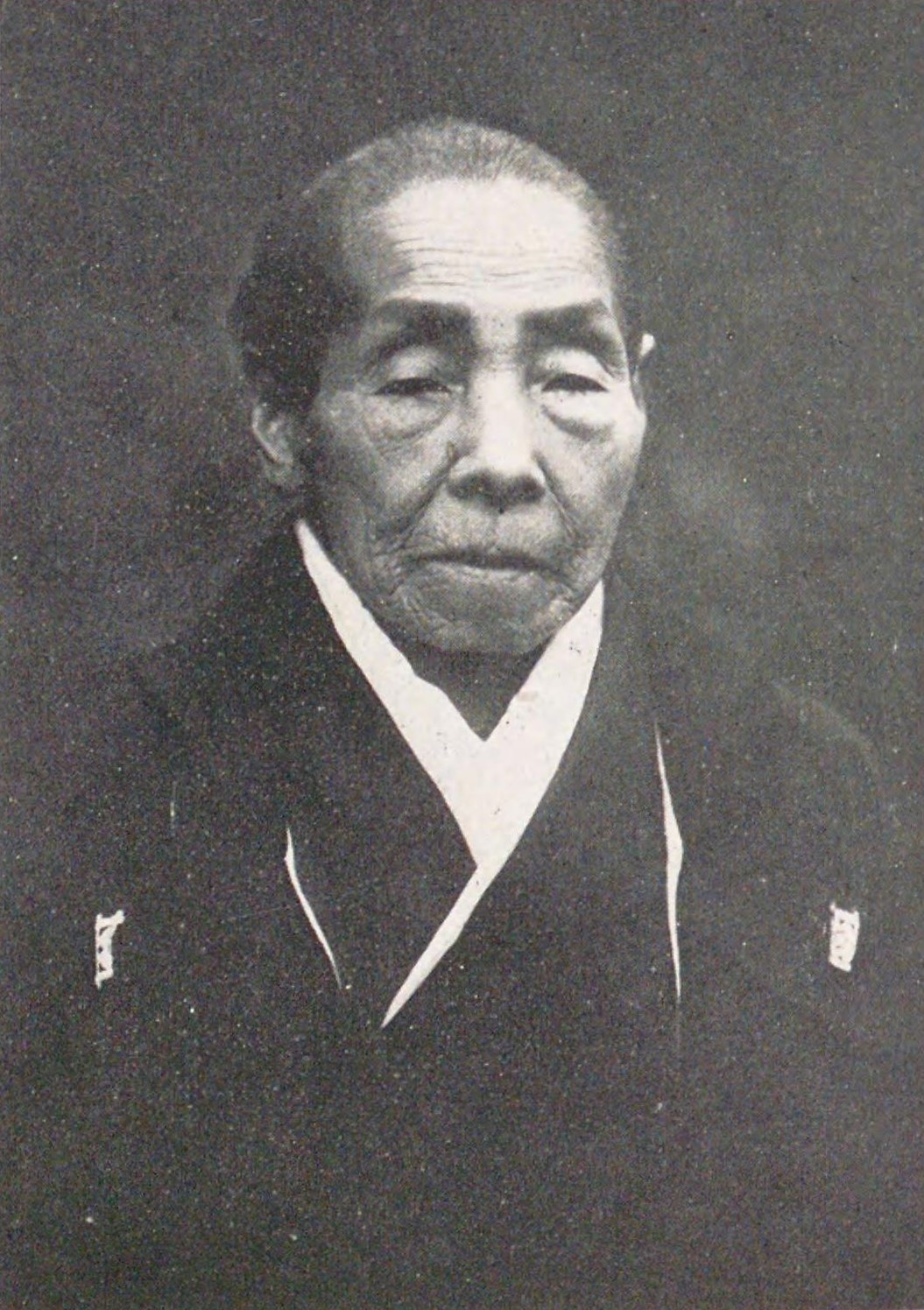
学校創設者の三輪田真佐子

- 1887年（明治20年） 三輪田真佐子が神田区東松下町に翠松学舎を開校
- 1902年（明治35年） 三輪田女学校4月1日開校（生徒定員300名）
- 1903年（明治36年） 三輪田高等女学校となる（5年制生徒定員約400名）
- 1926年（大正15年） 制服が決まる（1年生より着用）
- 1945年（昭和20年） 4月14日、空襲により校舎を全焼
- 1947年（昭和22年） 学制改革により三輪田学園中学校となる
- 1948年（昭和23年） 学制改革により三輪田学園高等学校となる
- 1949年（昭和24年） 三輪田高等女学校廃止
- 1951年（昭和26年） 私立学校法制定により学校法人三輪田学園となる
- 1964年（昭和39年） 校外施設「軽井沢追分寮」竣工
- 1987年（昭和62年） 創立百周年記念式典挙行
- 2005年（平成17年） 新制服となる（1年生より着用）
- 2006年（平成18年） 新体育館完成
- 2007年（平成19年） 新特別教室完成
- 2020年（令和2年） English Lounge 完成
- 2021年（令和3年）新制服となる（スラックスが初めて導入された）

## アクセス
- 所在地: 東京都千代田区九段北三丁目3-15

※ 道を挟んで隣に法政大学市ヶ谷キャンパスがある。
- 交通
  - JR中央線・東京メトロ有楽町線・南北線・都営地下鉄新宿線 市ヶ谷駅 徒歩7分

## 校歌
- 作詞 三輪田元道
- 作曲 岡野貞一

## 制服
2020年度まで
- 冬服…中学：ブレザー、高校：ブレザー
- 夏服…中学：ベスト※、高校：ニットベスト

※：ニットベストあり。
2021年度より
「Diversity と Choice」をコンセプトに、リボンタイ（制服リボン）、ネクタイ、スラックスが新規に導入され、中高6年間を通してそれらのアイテムから自由に選択して組み合わせることができるようになった。
- 冬服…トップスは複数色のシャツ・セーター・ベストから、ボトムスは3種類のスカートとスラックスから自由選択。
- 盛夏服…トップスは2種類のシャツとポロシャツから、ボトムスはライトグレーのチェックのスカートとスラックスから自由選択。

## 著名な出身者

### 芸能
- 音羽美子（女優、歌手）
- 新橋耐子（女優）
- 奥貫薫（女優）
- 一の宮あつ子（女優）
- 九條今日子（女優、映画プロデューサー）
- 扇谷ほし（お笑いタレント・ぷらんくしょんメンバー）
- 五十嵐美樹（サイエンスエンターテイナー ）
- 森田真結子（プロダーツプレイヤー）

### 文化
- 川島つゆ（俳人・国文学者）
- 岩田米子 (獅子文六の姉)
- 春日真木子（歌人）
- 金原まさ子（俳人）
- 平岡倭文重（三島由紀夫の母）
- 平岡美津子（三島由紀夫の妹）
- 島崎こま子（島崎藤村の姪）
- 小尾芙佐（翻訳家）※転校
- 北川千代（児童文学作家）
- 麻田満洲野（日本舞踊家）
- 青木玉（作家・随筆家、幸田露伴の孫）
- 野田仁実（野田佳彦の妻、元内閣総理大臣夫人）
- 中村初恵（ソプラノ歌手・ロシア詩翻訳家）
- やぎざわ梨穂（漫画家）

### 放送
- 瓶子和美（アナウンサー）
- 戸室穂美（ニュースキャスター）